# 韦斯
韦斯（德語：Wees）是德国石勒苏益格－荷尔斯泰因州的一个市镇。总面积12.74平方公里，总人口2253人，其中男性1120人，女性1133人（2011年12月31日），人口密度177人/平方公里。